# Бейт-Эль
Бейт-Эль (ивр. בֵּית אֵל‎) — израильское поселение и местный совет в Самарии, к северу от Иерусалима.
Назван в честь исторического города с тем же названием (в русском переводе Библии — Вефиль), развалины которого сохранились неподалёку, рядом с арабской деревней Бейтин.
Основную часть населения составляют религиозные поселенцы. В Бейт-Эле также компактно проживают Бней-Менаше — считающие себя потомками десяти потерянных колен выходцы из Манипура и Мизорама. В Бейт-Эле расположена одноимённая ешива, во главе с Залманом Меламедом. Раввином поселения является Шломо Авинер.

## Население
По данным Центрального статистического бюро Израиля, население на начало 2020 года составляло 5 973 человека.